# Literatura barocă

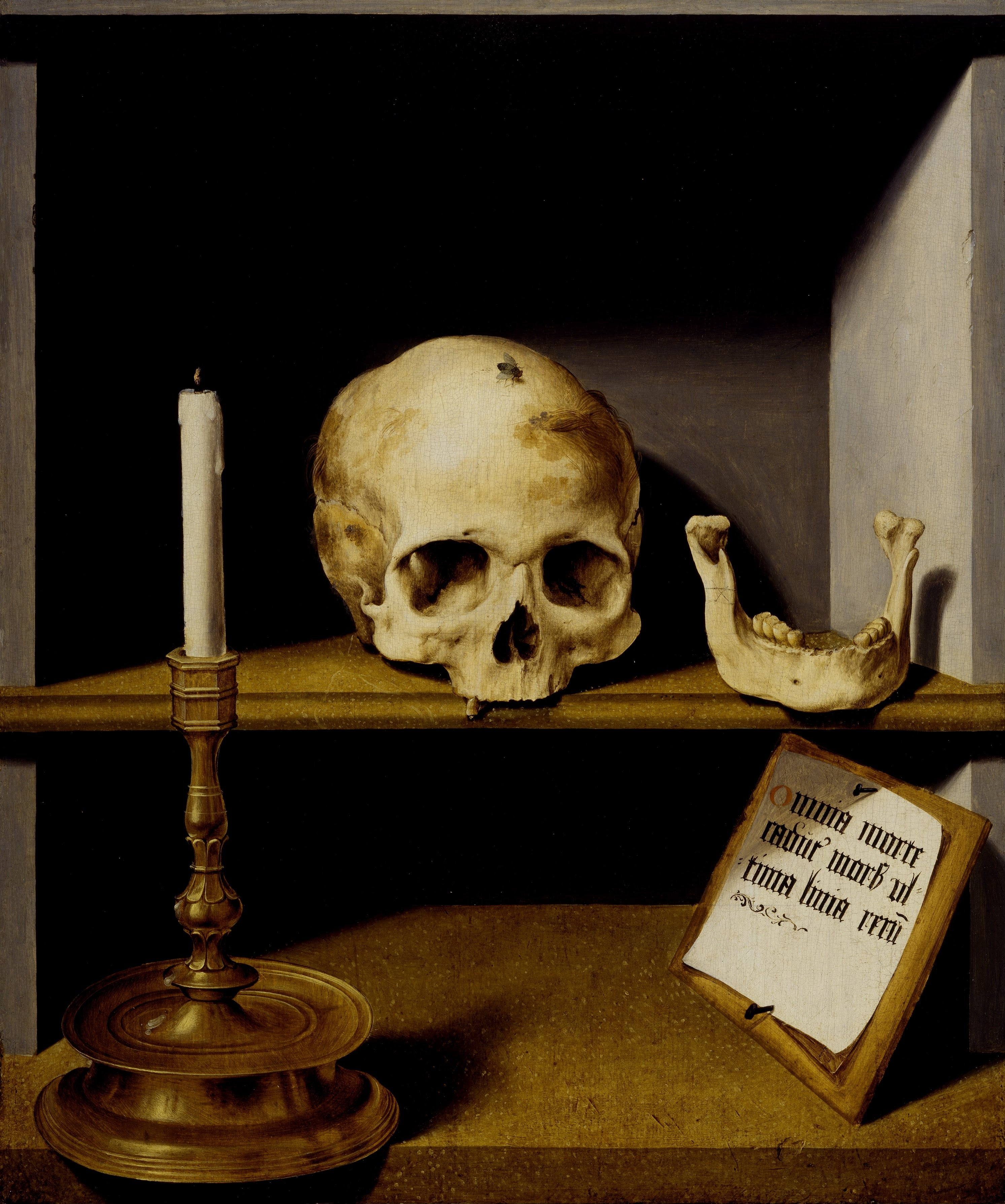
Vanitate, temă barocă. Pictură în ulei pe pânză de Bartholomaeus Bruyn le Vieux.

Literatura barocă reprezintă un stil literar european, care s-a dezvoltat în secolele al XVI-lea și al XVII-lea. Ea este caracterizată printr-o ornamentație stilistică bogată, prin jocuri de cuvinte, prin căutarea emoției și a plăcerii estetice. Spre deosebire de literatura renascentistă, literatura barocă pune accentul pe dezamăgire și pesimism. Printre tematicile frecvente ale acestei literaturi sunt viața ca o luptă, ca un vis sau ca o minciună și caracterul efemer al acțiunilor omenești, prezentate într-un stil somptuos și încărcat. Literatura barocă folosește în mod disproporționat adjectivele, hiperbatele, elipsele, metaforele, perifrazele, antitezele și aluziile mitologice.

## Istoric
Mișcarea barocă a apărut la sfârșitul secolului al XVI-lea și s-a încheiat pe la mijlocul secolului al XVII-lea.
Deși asociată la început cu Contrareforma, mișcarea literară barocă a găsit o sferă mai largă de influență în special în Franța. Aici există printre adepții ei atât scriitori protestanți ca Theodore Agrippa d'Aubigné, cât și scriitori catolici ca Honoré d'Urfé și Pierre Corneille sau chiar reconvertiți ca Jean de Sponde și Théophile de Viau. În Spania, curentul baroc este reprezentat printre alții de Pedro Calderón de la Barca și de Lope de Vega. Andreas Gryphius și Martin Opitz sunt cei mai cunoscuți reprezentanți ai barocului în Germania, așa cum este Giambattista Marino în Italia (numele său a dat naștere termenului „marinism”). În Anglia se constată o amprentă importantă a barocului în eufuism, ca, de exemplu, în anumite piese ale lui William Shakespeare pe plan tematic și formal.
Deși stilul baroc a fost celebru la vremea sa, el a fost redescoperit în domeniul artei abia către sfârșitul celui de-al Doilea Război Mondial, iar în domeniul literaturii în anii 1930, odată cu apariția cărții Du Baroque a lui Eugenio d'Ors. Ulterior au apărut numeroase lucrări dedicate barocului elaborate de istorici literari, precum cea a lui Jean Rousset din anii 1950.
Barocul a apărut într-o perioadă de criză (marcată prin conflictele religioase cauzate de Contrareformă) și s-a dezvoltat într-o epocă a marilor descoperiri (America) și a progresului tehnic (invenția busolei). Această epocă a fost bulversată, de asemenea, de apariția unor studii științifice de importanță covârșitoare, precum cele ale lui Nicolaus Copernic și ale lui Galileo, care au demonstrat că pământul nu se află în centrul universului. Mișcarea barocă s-a opus clasicismului. Folosind conceptele inventate de Nietzsche, barocul ar putea fi asemănat cu un impuls „dionisiac” (caracterizat prin instabilitate, exces, pasiune și nebunie), opus mișcării „apolinice” (orientat spre rațiune, intelect, ordine și măsură) a clasicismului.

## Barocul literar
Punând accent pe manierism, acest curent favorizează emoția și sensibilitatea, pe care le opune intelectului sau rațiunii. La fel ca și în muzică, arhitectură și pictură, literatura barocă se concentrează pe efect și pe ostentație. Ea se bazează pe amesteca contrariile (real și iluzoriu, grotesc și sublim, minciună și adevăr), pe dezvoltarea imaginației, pe folosirea alegoriei, pe exprimarea sentimentelor și senzațiilor și pe redarea cu detalii abundente a culorilor, formelor, aromelor și gusturilor. Moartea este o temă centrală în operele baroce, aflându-se într-o strânsă legătură cu motivul reveriei, al mitologiei și al basmului. Estetica barocă se bazează pe exuberanță, abundență și supraîncărcare ornamentală. Scrisul este dominat de o retorică alambicată și de o cantitate abundentă de figuri de stil (metafore, hiperbole etc.) și de neologisme. Folosind deseori motivul identităților multiple, piesele de teatru și romanele aduc în scenă personaje versatile, cu o personalitate dublă și o existență misterioase, unele „purtând o mască” (ex.: Dom Juan avec une duplicité acharnée). Teatrul este locul iluziei prin excelență. Efectul artificiului este observat în schimbările frecvente ale intrigii precum în piesa L'Illusion comique a lui Pierre Corneille. În romane, intrigile sunt de asemenea digresive, schimbătoare sau multiple (prin recurs la narațiuni încorporate sau la analepsă etc.). Există mai multe tipuri de romane, printre care se numără romanul pastoral, care este situat într-o lume idealizată (cel mai adesea o antichitate fantastică, ca în Galia lui L'Astrée ), sau romanul picaresc, care este situat la mijloc între ideal, rocambolesc și realitatea socială de la începutul secolului al XVI-lea. În Franța, romanul baroc evoluează către prețiozitate, în cazurile lui Honore d'Urfé și Madeleine de Scudéry.
Recurența temelor este importantă: inconstanța, iluzia, metamorfoza, travestirea sau deghizarea, somnul, visul (ca în piesa La vida es sueño a lui Calderón de La Barca), oglinda, dublul, corpul uman sau vanitatea („deșertăciunea deșertăciunilor, toate sunt deșertăciuni!”). Teatralitatea și artificialitatea sunt, de asemenea, motive cheie. Un loc primordial îl are decorul, încărcat în mod obișnuit cu numeroase elemente artificiale. Producțiile baroce folosesc în mod regulat procedeul „mise en abyme”.
Creațiile literare baroce prezintă adesea un simulacru, încercând să creeze un mediu instabil și efemer care emană o durere a morții pe care, uneori și potrivit autorilor, numai religia o poate depăși. Scriitorul baroc vrea să fie didacticist. Conștiința lui este scindată între promovarea progresului științific și tehnic al timpului său și respingerea unei lumi a violenței și a falselor aparențe. Baltasar Gracián, unul dintre marii exponenți ai literaturii baroce spaniole, laudă ostentația, pe care o percepe ca o modalitate de a evidenția lipsa realității, odată ce aparența dispare. De fapt, artificiul triumfă în mod sistematic, potrivit opiniei lui, asupra naturalului.
În poezie înflorește lirismul dragostei (în special în scrierile lui Scalion de Virbluneau, sieur d'Ofayel și Louvencourt, seigneur de Vauchelles) și se produce o dezvoltare a sonetului și a odelor pindarice sau anacreonice, ieșind în evidență poeți extrem de originali și cu spirit libertin precum Tristan L'Hermite, Marc-Antoine Girard de Saint-Amant și Théophile de Viau, considerați liber-cugetători care refuză dogmele și principiile. Unii poeți asociați epocii barocului, precum Paul Scarron, promovează un fel de parodie burlescă care ridiculizează modelele literare dominante, cum ar fi epopeea. Figurile mitologice ale antichității sunt prezentate în situații ireverențioase, precum în parodia Virgile travesti. Aceste reprezentări subversive sunt inspirate de figurile metamorfice, deformate și hibride din palatul roman Domus aurea, considerat a fi locul de naștere al artei grotești.
În Europa și mai ales în Spania s-au remarcat în plan estetic două modele poetice: cultismul reprezentat de Luis de Góngora, care se caracterizează printr-o sintaxă stufoasă care înmulțește nivelele de construcție (amestec de registre, fraze labirintice etc.), printr-o prețiozitate extremă a limbajului și prin excesul de figuri de stil, și conceptismul asociat lui Francisco de Quevedo, caracterizat prin rafinamentul excesiv al gândirii, dar care promovează o scriere mai sintetică, precisă și condensată. Aceste două modele au în comun, totuși, accentul pe îmbogățirea stilului, inovațiile lingvistice și folosirea unor cuvinte cu semnificații multiple. În Anglia, John Donne se apropie și se opune simultan acestor concepții prin dezvoltarea unei poezii metafizice. Acest curent pledează pentru o rigurozitate mai mare a compoziției, o versificație savantă și înclinații spirituale mai mult sau mai puțin complexe. Efectul este obținerea unei purități superioare a limbajului poetic, orientate spre intelect și nu spre emoție. În Franța, odată cu fondarea academiilor regale și cu dezvoltarea clasicismului, noile reguli de măsură, armonie și frumusețe a operelor literare au cauzat denigrarea barocului literar. Acesta din urmă este definit în mod sistematic ca un gen hibrid, bizar și umflat, situat între grotesc și ridicol.
Tendința întunecată a unor producții baroce (în special piesele lui Shakespeare Macbeth și Hamlet, unde există vrăjitoare, fantome și ținuturi medievale malefice) a influențat o evoluție particulară a mișcării numită „baroc negru” care își va pune amprenta în secolele următoare asupra temelor și esteticii unor autori precum Marchizul de Sade, dar și asupra romanului gotic și a operelor unor scriitori romantici.

## O selecție de scrieri baroce în limba franceză
- Agrippa d'Aubigné (1552–1630)
  - Les Aventures du baron de Faeneste (1617, 1619, 1630)
- Béroalde de Verville (1556–1626)
  - Le Moyen de parvenir (c.1610)
- François du Souhait (c.1570/1580 –1617)
  - Histoires comiques (1612)
- Molière d'Essertine (c.1600–1624)
  - Semaine amoureuse (1620)
- Charles Sorel (1602–1674)
  - L'histoire comique de Francion (1622)
  - Nouvelles françoises (1623)
  - Le Berger extravagant (1627)
- Jean de Lannel (c.1550-c.1630)
  - Le Roman satyrique (1624)
- Antoine-André Mareschal
  - La Chrysolite (1627)
- Paul Scarron (1610–1660)
  - Virgile travesti (1648–1653)
  - Le Roman comique (1651–1657)
- Cyrano de Bergerac (Hector Savinien) (1619–1655)
  - Histoire comique des Etats et Empires de la Lune (1657)
  - Histoire comique des Etats et Empires du Soleil (1662)